# Tunelování
Tunelování je termín užívaný běžně pro rozsáhlý finanční podvod, při kterém management z firmy ve velkém odčerpá její finanční prostředky do jiných firem managementem zpravidla vlastněných ((nastrčenými) spřátelenými osobami). Toto odčerpávání prostředků většinou ovšem není přímé (šlo by o často příliš velké riziko), ale např. prostřednictvím pro tunelovanou firmu výrazně nevýhodných obchodů.

## Původ slova
Poprvé byl tento termín použit pravděpodobně v Česku v první polovině 90. let 20. století, ovšem rozšířil se i mimo české prostředí a ve světě se pak používal např. během Asijské finanční krize. Jev zvaný tunelování se na počátku 90. let překládal do angličtiny jako Asset stripping („vzdalování aktiv“). Tento jev existoval na západě již dříve, v České republice ovšem dosáhl v průběhu 90. let značných rozměrů vinou nedostatečně rozvinutého a ustáleného právního prostředí.[zdroj?] Brněnský hantec ovšem měl již dříve podobný termín „tunel“ případně „křivé tunel“ a spojení „udělat tunel“, „vařit na někoho křivé tunel“. Vyjadřuje jakoukoliv formu podvodu či podrazu, nejen finanční.

## Právní regulace

### Česko
Trestní zákon 140/1961 Sb. v rámci vymezení skutkové podstaty trestného činu zneužívání informací v obchodním styku (§ 128), která byla do zákona vložena novelou 557/1991 Sb. s účinností od 1. ledna 1992, v odstavci 2 popisoval situaci, kdy někdo jako pracovník, člen orgánu, společník, podnikatel nebo účastník na podnikání dvou nebo více podniků nebo organizací se stejným nebo podobným předmětem činnosti v úmyslu opatřit sobě nebo jinému výhodu nebo prospěch neoprávněně uzavře nebo dá popud k uzavření smlouvy na úkor jedné nebo více z nich. Žalobce Ivan Bernátek v roce 2006 uvedl, že to je speciální skutková podstata, která postihuje právě tunely, a podle jiných paragrafů není možné tunelování dobře stíhat. Tento trestní zákon platil do konce roku 2009.
Do návrhu nového trestního zákoníku toto ustanovení původně nebylo převzato, výbor Senátu pro záležitosti Evropské unie 1. února 2006 doporučil Senátu pozměňovacím návrhem jeho doplnění, Česká advokátní komora tvrdila, že se ustanovení v praxi ukázalo jako přinejmenším sporné, a navržené znění podle představenstva ČAK bylo z hlediska problému, který má údajně řešit, tj. zabránit tzv. tunelování, zcela nekoncepční a právně neadekvátní; pro ochranu majetku společností označila za postačující skutkovou podstatu porušování povinnosti při správě cizího majetku. Za problematickou aplikaci ČAK označila situace, kdy újmu obchodní společnosti určovaly policejní orgány nezávisle na vůli poškozené obchodní společnosti. Za problematickou ČAK označila též skutečnost, že stávající i navrhované ustanovení se týkalo pouze společností, které mají stejný nebo podobný předmět činnosti, a nemůže tedy zabránit tzv. tunelování v případě, kdy sporná smlouva – a to bude asi nejčastější případ – byla uzavřena mezi podnikateli se zcela rozdílným předmětem podnikání. Původní ustanovení totiž podle ČAK nebylo zaměřeno proti tunelování, ale proti nedovolenému konkurenčnímu jednání. Popisované jednání je podle ČAK typický civilní delikt, který by měl být řešen prostředky obchodního a občanského práva, nikoliv trestního, a v právních řádech demokratických států (ať již založených na systému kontinentálního nebo anglosaského práva) obdobná úprava trestněprávního postihu v dané věci neexistuje. V březnu 2006 bylo ustanovení z návrhu odstraněno na popud poslance Marka Bendy, návrh zákona však nakonec neprošel jako celek. Předseda ČSSD Jiří Paroubek tento paragraf označil za symbol. Nakonec se ustanovení do zákoníku dostalo dalším návrhem v rámci § 255 (novelou 204/2017 Sb. bylo později vyčleněno jako § 255a zneužití postavení v obchodním styku); nový trestní zákoník 40/2009 Sb. nabyl účinnosti 1. ledna 2010. Václav Láska uvedl, že nebýt tohoto paragrafu, chytrý člověk by mohl ve výsledku tunelovat v rámci zákona, aniž by šlo o trestný čin podvodu.
Některé aspekty tunelování lze stíhat i např. jako trestné činy  porušování povinnosti při správě cizího majetku, poškozování věřitele, případně podvodu.

## Příklady tunelování
Následují příklady podniků, v nichž se předpokládaly tunelovací praktiky:
- Harvardské fondy[7]
- CS Fondy[8]
- TREND - všeobecný investiční fond[9]
- Komerční banka[10]
- Investiční a poštovní banka[11]
- Union banka[12]
- VÍTKOVICE, A.S.[13]

Výstižným příkladem tunelování podvodného vyvedení finančních prostředků z C.S. Fondů. Tyto fondy v roce 1997 koupila od původních vlastníků ruská společnost Kos-Mos, která obratem vyměnila vedení společnosti C.S. Fond a.s. a změnila podpisové vzory k účtům fondů. Záhy byly za částku ve výši zhruba 1,23 mld. Kč, téměř veškerou hotovost fondů, nakoupeny akcie společnosti Drůbež Příšovice, a.s., o zhruba desetinové hodnotě.